# ABC Records
ABC Records est un label discographique américain et sous-label d'American Broadcasting-Paramount Theaters, anciennement basé à New York, actif entre 1955 et 1979.

## Histoire
ABC Records débute sous le nom de The Am-Par Record Corporation en 1955. Elle édite des titres de pop, de jazz, de rhythm and blues et de chorale sous le label ABC-Paramount. Parallèlement à son activité de production de disques, ABC permettait à des labels indépendants régionaux de développer leurs titres à l'échelle nationale. ABC Records fut le premier label important à s'être formé après le mouvement rock 'n' roll. Au printemps 1955, Robert O'Brian, président d'ABC-Paramount rencontre Roy Oliver Disney pour évoquer les relations entre ABC et Walt Disney Productions dont le succès de la série Davy Crockett (1954). O'Brian évoque la création prochaine d'un label ABC et demande à Disney le nom d'une personne capable de gérer cette filiale. Roy Disney convoque Jimmy Johnson, responsable de Walt Disney Publications chargé de l'édition musicale qui conseille Sam Clark, plus tard embauché pour le poste. Un contrat est par la suite signé entre Disney, Golden Records et ABC pour les musiques issues de l'émission The Mickey Mouse Club, le premier fournissant les chanteurs, le second les masters et ABC assurant la distribution via son nouveau label. Mais Golden s'est rapidement retiré et au bout d'un an, le studio Disney a assuré lui-même la production des masters puis la distribution au travers d'un label interne Disneyland Records.
The Am-Par Record Corporation prend le nom de ABC-Paramount Records Inc. en 1962 puis ABC Records, Inc. en 1967. La société racheta respectivement les labels Dunhill et Duke/Peacock en 1966 et 1973. Puis suivit Duke Records et Peacock Records en 1973 ; et Gulf and Western Industries, Inc. (incluant les sous-filiales Famous music Records en 1974, Dot Records et Blue Thumb Records).
Mais le milieu des années 1970 deviennent difficiles pour les majors. Pour faire des économies, ABC Records supprime les masters (originaux) de chacune des pistes instrumentales des disques produits, pour ne plus conserver que les masters finaux. Elle perd par là même la possibilité de remixer des CD de qualité. Des masters mono-instrumentaux de quelques grands artistes ayant signé avec elle, comme Ray Charles, sont cependant conservés.
En 1974, ABC rachète le label de musique chrétienne Word Records fondé en 1950 par Jarrell McCracken et en 1976, le catalogue est transféré à ABC Entertainment. En février 1979, la société est rachetée par la Music Corporation of America (MCA) pour 20 millions d'USD et le 5 mars 1979, le label disparaît quand les 300 employés sont licenciés. Du fait que Word Records appartient à ABC Entertainment, le label est resté dans le giron d'ABC.
En 1992, Word Records revient 72 millions d'USD à Thomas Nelson.

## Groupes et artistes
- Amazing Rhythm Aces
- Paul Anka
- The Atlantics (US)
- Kevin Ayers
- Florence Ballard
- Joe Bennett
- Art Blakey
- Blood, Sweat and Tears
- Charles Brown
- Roy Brown
- Brownie McGhee
- Sonny Terry
- Jimmy Buffett
- Carl Carlton
- Betty Carter
- Ray Charles
- Roy Clark
- Ornette Coleman
- John Coltrane
- Billy « Crash » Craddock
- Jim Croce
- Crosby and Nash
- Danny & the Juniors
- The Dells
- Fats Domino
- Bo Donaldson and the Heywoods
- The Dramatics
- The Elegants
- Frank Fontaine
- The Four Tops
- Ferrante and Teicher
- The 5th Dimension
- Eydie Gormé
- Richard Harris
- Coleman Hawkins
- Isaac Hayes
- Roy Head
- Eddie Holman
- John Lee Hooker
- Freddie Hubbard
- James Gang
- The Impressions
- B. B. King
- Yusef Lateef
- Steve Lawrence
- Barbara Mandrell
- Shelly Manne
- Marilyn McCoo & Billy Davis Jr.
- Barry McGuire
- Mighty Clouds of Joy
- Charles Mingus
- The O'Kaysions
- The Oak Ridge Boys
- Pavlov's Dog
- Paxton Brothers
- Poco
- The Poni-Tails
- Lloyd Price
- Cliff Richard
- Jimmy Reed
- Emitt Rhodes
- Tommy Roe
- Sonny Rollins
- Royal Teens
- Rufus featuring Chaka Khan
- Jimmy Rushing
- Soupy Sales (en)
- Archie Shepp
- Bobby Scott
- Beverly Sills
- Steppenwolf
- Shirley Scott
- Otis Spann
- Dusty Springfield
- Joe Stampley
- Steely Dan
- Three Dog Night
- B. J. Thomas
- Simon and Garfunkel
- Joe Turner
- Eddie Vinson
- Bobby Vinton
- T-Bone Walker
- Kracker
- Joe Walsh
- Josh White
- Chico Williams
- Jimmy Witherspoon

## Labels associés
- Addison Records
- Anchor Records
- Apt Records
- Back Beat Records
- Bigtop Records
- Bluesway Records
- Blue Thumb Records
- Boom Records
- Buluu Dunhill Records
- Chancellor Records
- Cimarron Records
- Command Records
- Colonial Records
- Dot Records
- Dunhill Records
- Duke Records
- Equinox Records
- Fargo Records
- Grand Award Records
- GTO Records
- Hickory Records
- Hot Buttered Soul Records
- Hunt Records
- Impulse Records
- Jerden Records
- LHI Records
- Montel Records
- Myrrh Records
- Oliver Records
- Passport Records
- Peacock Records
- Probe Records
- Senate Records
- Shelter Records
- Sire Records
- Song Bird Records
- Tangerine Records
- 20th Century Fox Records
- Westminster Records
- Wren Records